# Toyota Avensis
Toyota Avensis je automobil srednje klase dostupan u limuzinskoj, karavanskoj i peterovratnoj hatchback izvedbi, a namijenjen je prvenstveno za prodaju na europskom tržištu te se proizvodi u Toyotinoj tvornici u britanskom Burnastonu. Avensis je u prodaju ušao 1997. za modelnu godinu 1998., a na tržištu je smijenio model Carina.
Na tržištu od 2002. postoji i minivan nazvan Avensis Verso koji se proizvodi u Japanu na drugačijoj platformi, a za tržište SAD-a na Avensisovoj se šasiji proizvodi kompaktni coupé Scion tC.

## Prva generacija
Avensis prve generacije u prodaju je ušao krajem 1997. kao model za 1998. godinu, a kao i njegov prethodnik Carina proizvodio se u tvornici u britanskom Burnastonu.
Već u početku automobil je bio dostupan u tri karoserijske izvedbe - limuzina, hatchback (službenog naziva Liftback) i karavan, a ponuda motora sastojala se od tri benzinska obujma 1.6, 1.8 i 2.0 litre te jednog turbodizelaša obujma 2.0 litre. Karavanska izvedba izgledom je bila identična drugoj generaciji Toyote Caldine koja se prodaje samo na japanskom tržištu. Cijela paleta modela bila je poznata po solidnoj kvaliteti izrade, pouzdanosti, prostranoj unutrašnjosti i bogatoj serijskoj opremi. Izgled modela lagano je izmijenjen u ljeto 2000. godine kada su u ponudu uvršteni i motori s Toyotinom VVT-i tehnologijom inteligentnog varijabilnog upravljanja ventilima.
Početkom 2002. u prodaji se pojavio i minivan Avensis Verso dostupan samo s 2.0-litrenim benzinskim i dizelskim motorima, a modernijim dizajnom najavljivao je dolazak nove generacije. Na tržištima Australije i Novog Zelanda taj se automobil prodaje kao Avensis, jer druge izvedbe tamo nisu dostupne.
- Toyota Avensis I
- Toyota Avensis Facelift
- Toyota Avensis Facelift

## Druga generacija
Avensis druge generacije u prodaji se pojavio početkom 2003., a karakterizirao ga je znatno atraktivniji dizajn u odnosu na prethodnu generaciju. Na tržištu ovaj je Avensis dostupan u jednake tri karoserijske izvedbe kao i njegov prethodnik, a ponuda motora također je prenesena iz prethodne generacije i u početku se sastojala od benzinaca obujma 1.6, 1.8 i 2.0 litre i turbodizelaša obujma 2.0 litre. Na nekim tržištima u ponudu je uvršten i 2.4-litreni benzinski motor poznat iz modela Camry. Ova generacija Avensisa ujedno je i prva koja se izvozi u Japan.
2004. Avensis je na izboru za Europski automobil godine osvojio četvrto mjesto iza Fiat Pande, Volkswagen Golfa i Mazde 3.
S početkom 2006. na našem je tržištu Avensis dostupan s četiri paketa opreme - Terra, Luna, Sol i Executive, a ponuda motora je dopunjena 2.2-litrenim dizelskim motorom sa 150 konjskih snaga. Na nekim tržištima dostupna je i jača izvedba tog motora sa 177 KS. Jednovolumensku inačicu Avensis Verso od 2005. na našem tržištu više nije moguće kupiti, a njezina nova generacija vjerojatno će biti predstavljena zajedno s novom Previjom.
Nakon što Toyota od 2004. u Europi više ne prodaje model Camry, Avensis je u ponudi tvrtke postao najveći automobil limuzinskog oblika karoserije.
- Toyota Avensis II
- Toyota Avensis (do 2006.)
- Toyota Avensis (do 2006.)
- Toyota Avensis (od 2006.)
- Toyota Avensis (od 2006.)

- Toyota Avensis II Combi
- Toyota Avensis Combi (od 2006.)
- Toyota Avensis Combi (od 2006.)

- Toyota Avensis Verso
- Toyota Avensis Verso (od 2004.)
- Toyota Avensis Verso (od 2004.)